# 프랭크 기브니
프랭크 기브니(영어: Frank Bray Gibney, 1924년 9월 21일~ 2006년 4월 9일)는 미국의 언론인, 편집자, 작가 및 학자이다. 그는 제2차 세계대전 당시 미국 해군이 일본에 주둔하면서 일본어를 배우며 도쿄에서 언론인으로 활동하며 전쟁의 괴로움 속에서 휴머니즘적인 면모로 호평을 받은 일본에 관한 인기서적 『일본 오군사』를 집필 했다.